# Олбані (Оклахома)
Олбані (англ. Albany) — переписна місцевість (CDP) в США, в окрузі Браян штату Оклахома. Населення — 118 осіб (2020).

## Географія
Олбані розташоване за координатами 33°52′28″ пн. ш. 96°9′19″ зх. д. / 33.87444° пн. ш. 96.15528° зх. д. (33.874518, -96.155242).  За даними Бюро перепису населення США в 2010 році переписна місцевість мала площу 10,76 км², з яких 10,63 км² — суходіл та 0,13 км² — водойми.

## Демографія
Згідно з переписом 2010 року, у переписній місцевості мешкали 143 особи в 68 домогосподарствах у складі 40 родин. Густота населення становила 13 особи/км².  Було 76 помешкань (7/км²).
Расовий склад населення:
| - 83,9 % — білих - 8,4 % — корінних американців - 4,9 % — осіб інших рас |

До двох чи більше рас належало 2,8 %. Частка іспаномовних становила 6,3 % від усіх жителів.
За віковим діапазоном населення розподілялося таким чином: 19,6 % — особи молодші 18 років, 53,8 % — особи у віці 18—64 років, 26,6 % — особи у віці 65 років та старші. Медіана віку мешканця становила 48,3 року. На 100 осіб жіночої статі у переписній місцевості припадало 104,3 чоловіків;  на 100 жінок у віці від 18 років та старших — 117,0 чоловіків також старших 18 років.
Середній дохід на одне домашнє господарство  становив 51 829 доларів США (медіана — 48 750), а середній дохід на одну сім'ю — 56 570 доларів (медіана — 52 656). За межею бідності перебувало 16,7 % осіб, у тому числі 29,2 % дітей у віці до 18 років та 19,4 % осіб у віці 65 років та старших.
Цивільне працевлаштоване населення становило 39 осіб. Основні галузі зайнятості: освіта, охорона здоров'я та соціальна допомога — 41,0 %, виробництво — 20,5 %, сільське господарство, лісництво, риболовля — 15,4 %, публічна адміністрація — 12,8 %.